# West Bretton
West Bretton är en ort och civil parish  i Storbritannien.   Den ligger i distriktet Wakefield i grevskapet West Yorkshire i riksdelen England, i den centrala delen av landet, 250 km norr om huvudstaden London. West Bretton ligger 143 meter över havet och antalet invånare är 546.
Terrängen runt West Bretton är lite kuperad. Runt West Bretton är det tätbefolkat, med 659 invånare per kvadratkilometer. Närmaste större samhälle är Leeds, 19,6 km norr om West Bretton. Trakten runt West Bretton består i huvudsak av gräsmarker.